# Burg Neu-Langenau
Die Burg Neu-Langenau  ist eine Ruine auf einem aus Schiefer bestehenden Seitenkamm, oberhalb von Schloss Langenau, zwischen Nassau und Weinähr, im Rhein-Lahn-Kreis in Rheinland-Pfalz. Die Lage der Burg rechts der Lahn und rechts des Gelbachs war über einen langen Zeitraum bekannt, ging jedoch aufgrund irreführender Angaben zeitweise verloren, bis 2015 eine aktuelle Beschreibung erfolgte. Die Ruine zeigt aufgrund des spätmittelalterlichen Wiederaufbauverbots noch heute die typischen Merkmale einer planmäßig niedergelegten Anlage. Bemerkenswert ist auch, dass für die kurze Existenzphase der Burg zahlreiche historische Quellen zur Verfügung stehen.

## Geschichte

### Planung der Burg
1350 stellten die Ganerben von Langenau im Rahmen eines Öffnungsrechtes ihre Niederungsburg Langenau (heute Schloss Langenau) für den Grafen Johann von Nassau-Merenberg zur Verfügung. Dieser versprach ihnen als Gegenleistung Hilfe bei der Erbauung einer neuen Burg in ihrem Gebiet. Da die schrittweise Veräußerung der Burg Laurenburg durch die verschiedenen Familienzweige der Nassauer im Gange war, strebte Graf Johann offensichtlich danach, die entstehende Verteidigungslücke im Osten des Territoriums von Nassau zu kompensieren.

### Antrag zu Mannlehen des Erzbistums Köln
1353 trugen die Ganerben zu Langenau ihrem Lehnsherrn, Erzbischof Wilhelm von Köln, die im Bau befindliche Burg Neu-Langenau zu erblichem Mannlehen auf. Sie bestand zu diesem Zeitpunkt noch getrennt aus „Bau und Haus“. Die Langenauer wollten hierdurch eine Legalisierung ihres Burgenneubaus erreichen. Als Begründung führten sie einen „besseren Schutz gegen ihre Feinde“ an. Ihre bisherige, von Bergen umschlossene Niederungsburg erfüllte nicht mehr die zeitgemäßen Anforderungen an ein Verteidigungsbauwerk, insbesondere im Hinblick auf die neuen Belagerungsgeräte. Handlungsbedarf bestand zudem durch eine Fehde zwischen Graf Johann von Nassau mit Graf Gerhard von Diez, an der auch Daniel von Langenau beteiligt war. Die Fehde konnte erst im Folgejahr abgeschlossen werden und mündete später in einem Bündnis.

### Eroberung durch das Erzbistum Trier
Nach dem Tod des Erzbischofs Balduin von Trier wurde Boemund II. sein Nachfolger. Dies nutzten zahlreiche seiner Lehensnehmer zu einer Machtprobe mit ihrem Lehnsherren. Mit dem Grafen Johann III. von Sponheim-Starkenburg kam es zum offenen Krieg, der sich bis 1360 hinzog. Rechtsrheinisch begannen Streitigkeiten mit dem Grafen Johann von Nassau-Merenberg, dem Grafen Gerhard von Diez, dem Herren Gerlach von Limburg und anderen. Der Erzbischof wählte unterschiedliche Vorgehensweisen und Verhandlungspartner, um seine Widersacher getrennt zu halten. Das kleine Gebiet der Langenauer lag zu diesem Zeitpunkt an der Verbindungsstelle zwischen drei Trierer Einflussbereichen: Burg Laurenburg mit Burg Balduinstein, Montabaur und Nassau. 1356 eroberten und besetzten Truppen des Erzbischofs von Trier die Burg Neu-Langenau. Eine vollständige Zerstörung erfolgte jedoch nicht. Der Mitinitiator und Unterstützer des Burgenbaus von Neu-Langenau, Graf Johann von Nassau-Merenberg, wurde im September 1356 in der Schlacht bei Maupertuis im Hundertjährigen Krieg von den Engländern gefangen genommen. Sein Halbbruder und 16 weitere Ritter von der Lahn fielen. Nach der Freilassung des Grafen und seiner Teilnahme am Reichstag zu Metz im Dezember 1356, wo er auch auf den Erzbischof von Trier traf, entschied sich Graf Johann im Januar 1357 dafür, mit dem Erzbischof einen Lehens-, Friedens- und Bündnisvertrag einzugehen. Den Grafen Gerhard von Diez verklagte der Erzbischof von Trier vor dem Hofgericht des Kaisers wegen „unrechten Geleits“. Den Freispruch konnte der Graf schließlich im Februar 1357 erreichen. Somit erhielten die Langenauer in ihrem Kampf lediglich eine Unterstützung  durch Herrn Gerlach von Limburg, Herrn Heinrich von Isenburg-Büdingen und Heinrich von Elkerhausen.

### Vereinbarung eines Waffenstillstands
Über Ostern 1357 schlossen die Verteidiger von Langenau einen fünfwöchigen Waffenstillstand mit den drei Vertretern Triers: Johann Herr zu Eltz, Dietrich von Staffel und Heinrich Burggraf zu Cochem. Zu dem Waffenstillstand hatten „Freunde“ den Langenauern geraten. Vermutlich waren dies Graf Johann von Nassau sowie Graf Gerhard von Diez. Die Trierer durften in der von ihnen besetzten Burg Neu-Langenau den Graben vertiefen und die äußere Mauer an diesem Graben erhöhen. Ein Weiterbauen an dem von ihnen begonnenen Bau (später als Burg Trutzlangenau bezeichnet), der näher an der Niederungsburg Alt-Langenau lag, hatte hingegen zu unterbleiben. Alle Gefangennahmen, Plünderungen (Schatzungen) und Brandschatzungen wurden bis zum Ende des Waffenstillstands ausgesetzt.

### Friedensvertrag und Abriss
Inwieweit es zu einem Wiederaufflammen der Kämpfe kam und ab wann vermutlich auf Anregung von Kaiser Karl IV., der Daniel von Langenau durchaus schätzte, die Vermittlungen durch den Erzbischof Wilhelm von Köln einsetzten, des für Langenau zuständigen Lehnsherrn, bleibt unklar. Kurz nach dem vom Grafen Gerlach II. von Isenburg-Arenfels vorbereiteten Friedensschluss zwischen Herrn Gerlach III. von Limburg und Erzbischof Boemund von Trier im Januar 1359 kam es im Februar 1359 auch zum Friedensschluss zwischen den Ganerben von Langenau und dem Erzbischof von Trier. Beide Parteien übten Schadensverzicht bezüglich Raub, Gefangennahme, Plünderungen und Brandschatzungen. Aufgekündigte und verlorene Lehen und Burglehen wurden zurückgegeben. Der Erzbischof konnte die Burg Neu-Langenau sowie den Bau, den er zwischen Neu- und Alt-Langenau errichtet hatte, ersatzlos abbrechen lassen. Auf dem Gelände der Langenauer durfte nie wieder eine neue Burg errichtet werden. Garanten des Vertrags waren Erzbischof Gerlach von Mainz sowie die Brüder Adolf und Johann von Nassau. Graf Johann von Nassau verzichtet bezüglich Burg Neu-Langenau auf alle Forderungen gegen Kurtrier. Der Erzbischof von Trier konnte sich durch den Sühnevertrag von 1359 einer „Bedrohung durch Burgenbau“ entledigen. Ihn unterstützten die beiden anderen Erzbischöfe, wie auch in deren Dreier-Bündnis vereinbart.

### Folgeentwicklungen
Wegen des Wiederaufbauverbots für Neu-Langenau konzentrierten sich die Ganerben von Langenau in der zweiten Hälfte des 14. Jahrhunderts in ihrem Gebiet auf die Verstärkung der alten Niederungsburg. Johann von Nassau begann noch im Jahr 1359 mit dem Bau von Stadtmauern um Nassau und um Dausenau. Er besaß hierfür eine kaiserliche Erlaubnis, so dass ein dagegen gerichteter Einspruch des Erzbischofs von Trier letztlich erfolglos blieb.

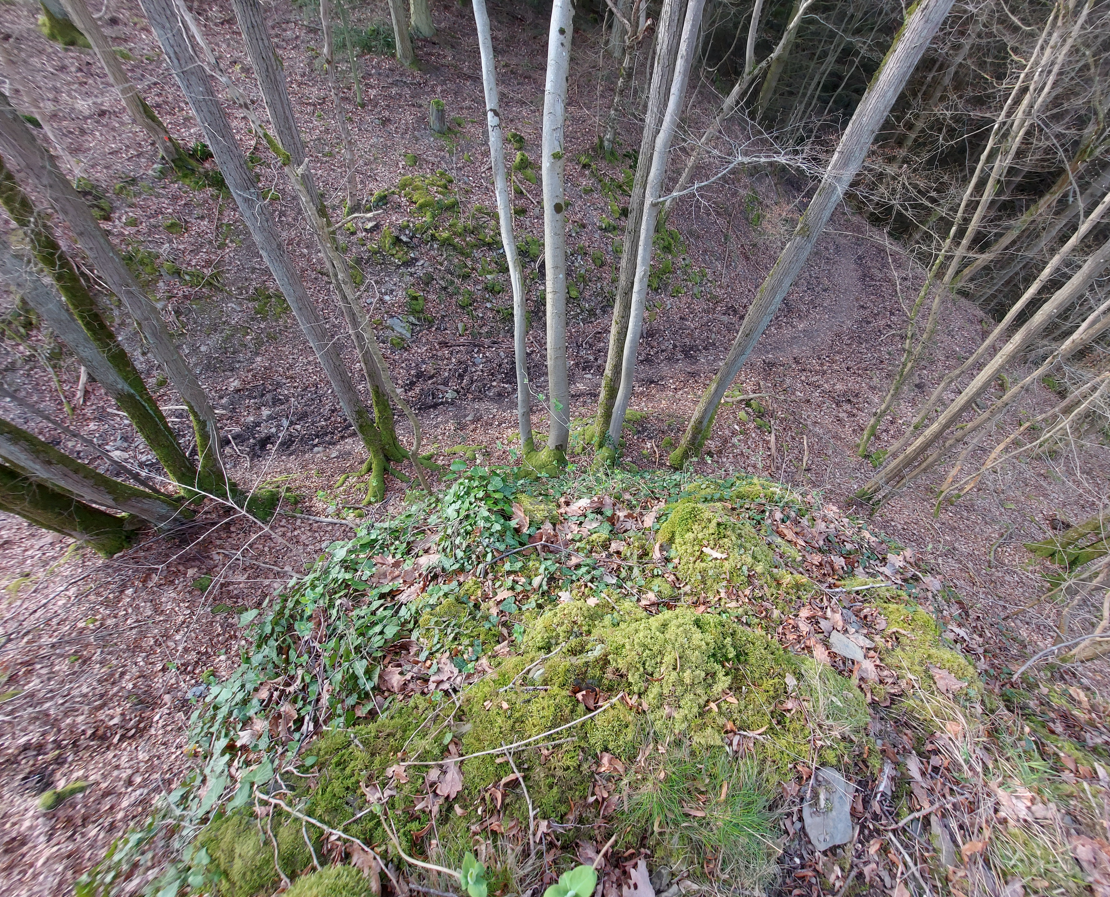
Burg Neu-Langenau, Halsgraben
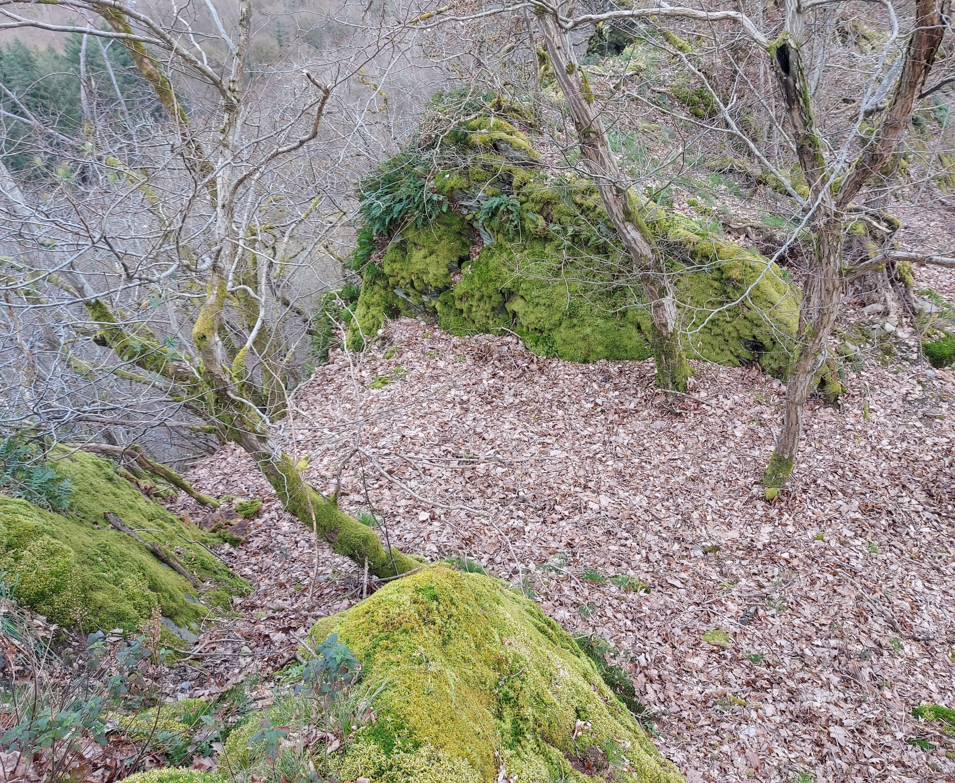
Burg Neu-Langenau, Kammgraben
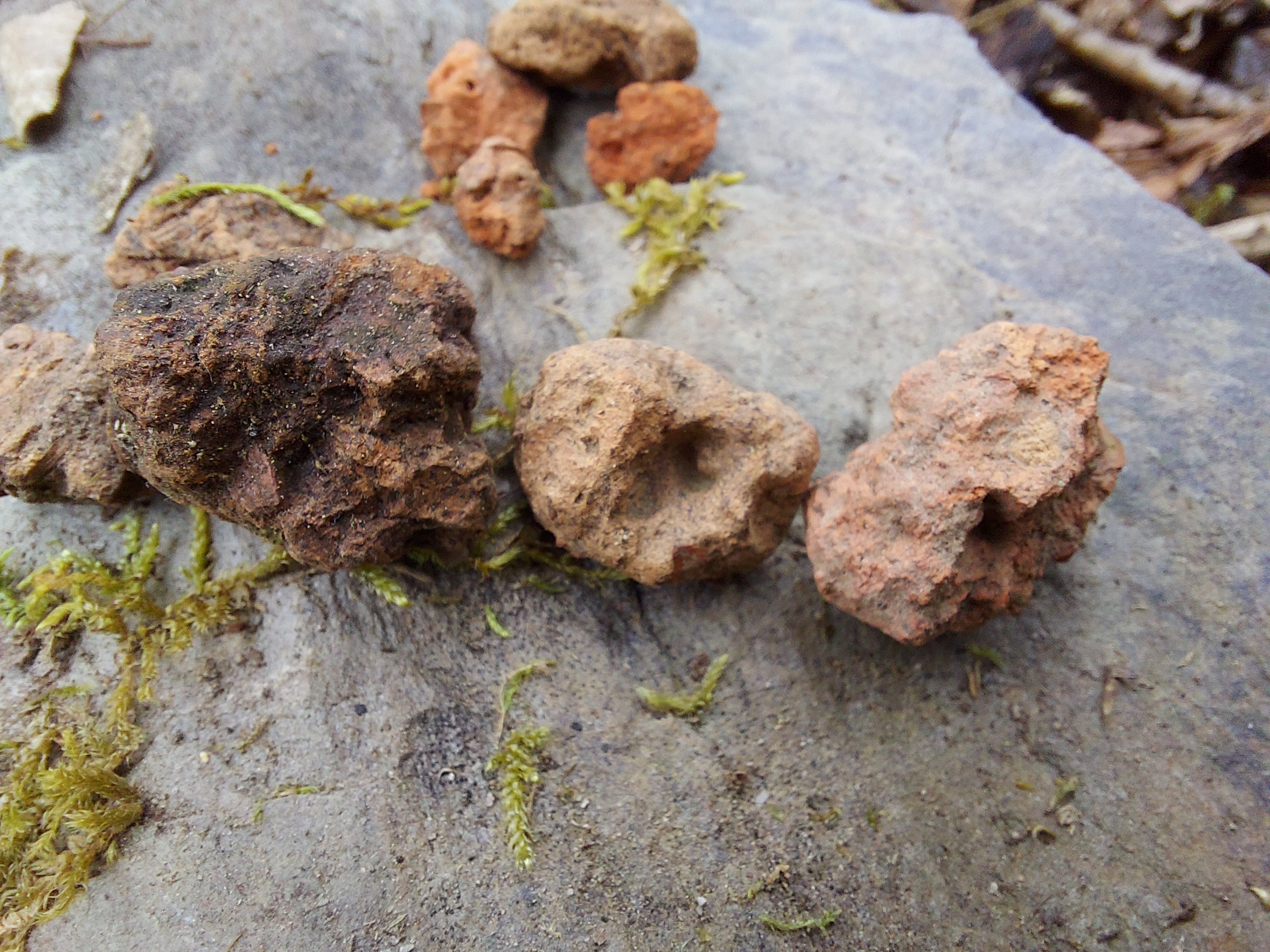
Burg Neu-Langenau, Brandlehm
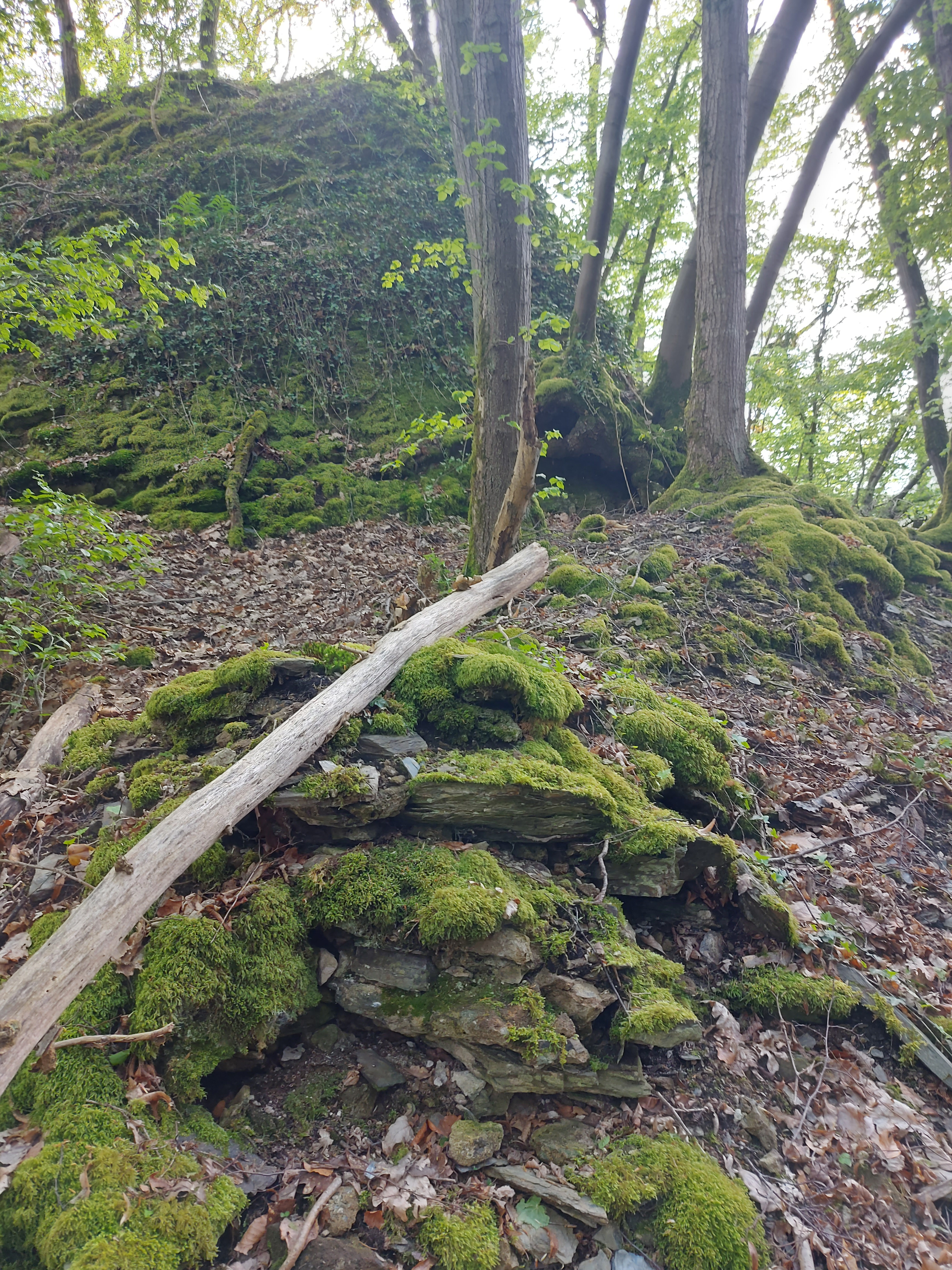
Ringmauer im Halsgraben
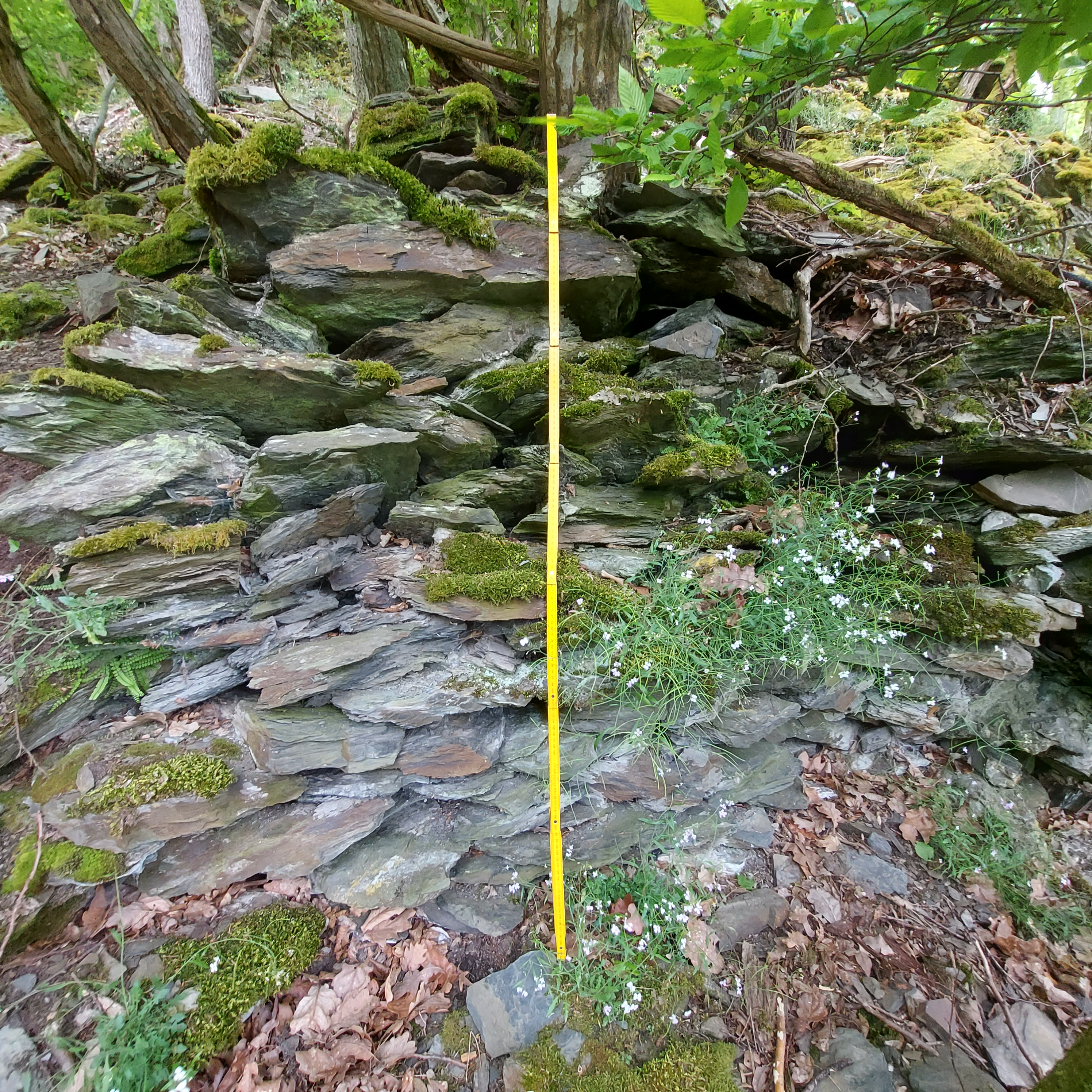
Ringmauer am Südhang

## Aufbau der Burg
Die Burg Neu-Langenau liegt auf einen Schieferkamm und wurde aus vor Ort anstehendem Schiefer errichtet, überwiegend mit Schieferplatten. Im Westen wird die Burg durch den ausgeprägten Halsgraben begrenzt, durch den heutzutage ein Wanderpfad verläuft. Nach Osten ist die Burg durch einen deutlich kleineren Kammgraben gegen den weiteren Kammverlauf abgegrenzt. Der Schieferfels weist sowohl am Halsgraben als auch am Kammgraben Spuren einer Bearbeitung auf, die besonders am nordwestlichen Eckpfeiler der Burg erkennbar ist und leicht angeschrägt verläuft. Die Burg besteht aus der Oberburg, die auf dem eigentlichen Schieferkamm liegt, und einer vorgelagerten äußeren Mauer (Zwinger). Eine Kombination aus Schildmauer mit vorgelagertem Zwinger findet sich auch auf Burg Hohlenfels und an der Ostseite von Alt-Langenau. Sie kann als typische Bauweise  für Daniel von Langenau angesehen werden. Die Oberburg bildet ein Viereck von ca. 32 m Länge (Nordseite, zwischen Schildmauer und Kammgraben) und ca. 19 m Breite (Westseite). Die Westseite trug die Schildmauer, von der bis zu 2,20 m hohe Reste noch am Abhang zum Halsgraben erhalten sind. In der Südwestecke befindet sich ein Bruchstück des runden Hauptturms von 2,20 m Höhe, aus dem auf einen ursprünglichen Innendurchmesser von 2,60 m und – auf Basis der Wandstärke von 1,40 m – auf einen Außendurchmesser von ca. 5,40 m geschlossen werden kann. In der unweit hiervon befindlichen kreisrunden Vertiefung, mit aktuell ca. 4,0 m Durchmesser, wird der ursprüngliche Standort des Bergfrieds vermutet. An der Nordseite befindet sich in etwa 17,5 m Entfernung von der Schildmauer, am höchsten Punkt der Burg, ein Plateau, das an der Nordseite eine Ausdehnung von ca. 5 m und, im rechten Winkel hierzu, etwa 7 m in den Innenraum der Burg hineinragt. Das gesamte kleine Plateau ist von einer niedrigen Trockenmauer umschlossen. In unmittelbarer Nähe dieser Mauer finden sich einzelne, etwa 1 cm große Stücke von Brandlehm. Die Vermutung liegt nahe, dass sich hier der Standort des 1353 neben dem „Bau“ gesondert genannten „Hauses“ befand. Auch die Urkunden von 1359 sprechen im Zusammenhang mit Neu-Langenau von "Burg und Veste", was auf ein Festes Haus bei der Burg hindeuten könnte.
Die äußere Mauer, die 1357 erwähnt wird, verläuft durch den kompletten Halsgraben. Sie reicht als Trockenmauer bis etwa zur Mitte des Nordseite und als Mauer im Kalkmörtelverbund bis zur Mitte der Südseite. Zusammen mit der Schildmauer und dem Hauptturm dürfte diese Ringmauer dem 1353 neben dem „Haus“ genannten „Bau“ entsprechen.     Insgesamt ist auffällig, dass sich Bruchstücke von Kalkmörtel nur im Halsgraben und bis zur Mitte des Nord- und Südhangs der Burg finden lassen. Dies spricht dafür, dass zum Zeitpunkt der Eroberung 1356 nur in diesem Bereich Mauern im Kalkmörtelverbund standen. Die Burg befand sich also damals noch in einem fortgeschrittenen Bauzustand. Hierfür spricht auch die Tatsache, dass es 1357, während des Waffenstillstands, den Trierer Besatzungstruppen erlaubt war, „den Graben zu vertiefen und die äußere Mauer an diesem Graben zu erhöhen“.
Beim Abriss (Schleifung) der Burg wurden die Mauern untergraben und hangabwärts zum Einsturz gebracht. Der spätere Abtransport von Steinraub erfolgte, vermutlich von der Nordwestecke der Burg ausgehend, abwärts zum ehemaligen Verbindungsweg zwischen Alt-Langenau und Weinähr.